# حياد الإنترنت

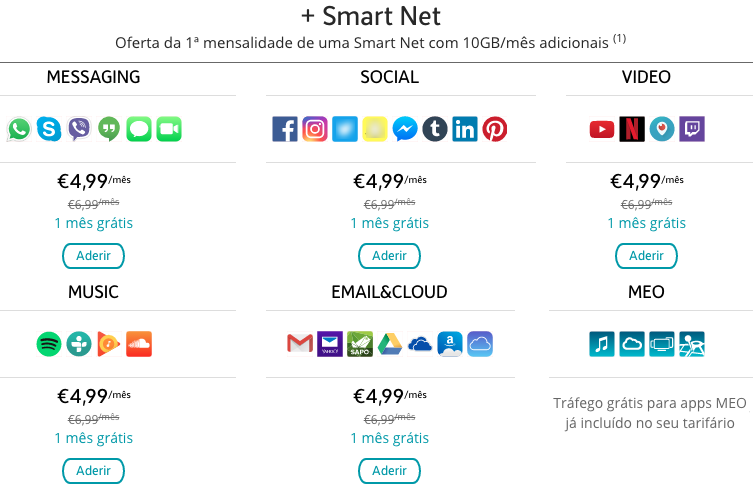
مثال على مزود خدمة انترنت يقوم بتجزئة إمكانية الوصول للمواقع والتطبيقات حسب الاشتراك

حيادية الإنترنت كما تُعرف باسم حياد الشبكة (بالإنجليزية: Internet neutrality)‏ هو أحد المبادئ التي تقضي بأنه يجب على مزودي الإنترنت والحكومات أن تُعامل جميع المستخدمين وبياناتهم واتصالاتهم وتطبيقاتهم بشكل عادل دون أي تمييز بينهم سواء على اختلافاتهم الشخصية أو اختلاف المحتوى أو الموقع أو التطبيق أو منصّة الأدوات المستخدمة أو طريقة الاتصال. كان أول من أشار إلى هذا المصطلح هو البروفيسور تيم ووه عام 2003 في جامعة كولومبيا في قسم القانون الإعلامي.
يقوم مصطلح حيادية الإنترنت على مبدأ معاملة جميع بيانات الإنترنت وحركة الاتصال بحيادية تامة ودون تمييز أو تفرقة تعسف أو حجب أو الإلزام بمحتوى محدد لأن ذلك يقيد المستخدم ويحصر حريته في استخدام المعلومات المتوفرة بالإنترنت. وقد كان لعمليات خرق هذه المبادئ الأثر الاسواء على شبكة الانترنيت وتوسعها وما يقوم به بعض مزودي الخدمة من تفضيل استهلاك خدمة الإنترنت في بعض مواقع الشبكات الاجتماعية وشبكات بث الفيديو عن الخدمات الأخرى مما يضر بمصلحة الخدمات الصغيرة والوليدة ويعتبر نوع من الممارسات الاحتكارية والتعسفية تجاههم ويمنع تكافؤ الفرص في الوصول للمستخدم. ومن الأمثلة المشهورة لعملية خرق مبدأ حياد الإنترنت هو ما فعلته شركة كومكاست بخلسة عندما قامت بإبطاء تطبيقات مشاركة الملفات عبر الإنترنت باستخدام حزم بيانات مزورة.

## حالات كسر مبدأ الحياد

### التمييز بحسب البروتوكول المستخدم
أي اعطاء لبروتوكول اتصال على آخر.
التمييز عبر البروتوكول عبر تفضيل أحد على آخر أو عبر حظر أحد على حساب أحد يعتبر أحد أنواع خرق الحياد في الإنترنت كما فعلته شركة كومكاست عندما أبطأت تشارك الملفات عبر الإنترنت في بعض البرامج.

### التمييز بحسب عنوان الآي بي
كانت صناعة إنترنت محايد فكرة غير قابلة للتطبيق تقنيًا خلال العقد الأول للإنترنت، تطورت بدايةً عبر شركة نت سكرين التي وفرت برامج حائط الحماية لفلترة بعض الفيروسات الموجودة في الإنترنت عام 2003.
هناك شركات اشترطت على شركات ضخمة دفع مبلغ مادي للإبقاء على سرعتها.

### تفضيل الشبكات الخاصّة
وذلك بإعطاء شبكات مثل هذه سرعة أكبر من الشبكة العامة.
ناقش مناصري حياد الإنترنت فكرة وجود قوانين لضمان الحياد وتدعيمه وقالوا بأن عدم وجود هذه القوانين سيؤدي إلى تفضيل مقدمي خدمة الإنترنت لشبكاتهم الخاصة على الآخرين كما حدث لشركة كومكاست عندما تعاقدت مع شركة مايكروسوفت للسماح بتوفير قنواتهم من خلال الاكس بوكس دون التأثير على نطاق الإنترنت فيما تعومل بالعكس مع الشركات الآخرى كـ نيتفليكس واتش بي أو وهولو.
التدعيم القانوني لمبدأ حياد الإنترنت اتخذ عدة أشكال وكان كله يتجه لمنع موفري الخدمات من منع مواقع معينة أو تفضيل مواقع على أخرى.
إلا أن الجانب القانوني ظل محل جدل حتى الآن
بعض الأبحاث الأكاديمية أشارت أن سياسة واحدة لا تكفي لحل الجدل القانوني القائم لتنظيم ودعم حياد الإنترنت نظرًا لتوسع الأبعاد السياسية والاقتصادية للموضوع وتأثيره بعدة أطياف من المجتمع.

## البلدان

### البرازيل
أصبح الإطار العام المنظم لحقوق الأفراد على الإنترنت قانونًا ساريًا في البرازيل في شهر أبريل من عام 2014م، حيث ينظم هذا الإطار استخدام الإنترنت في البرازيل من خلال مبادئ إعلامية وضمانات وحقوق وواجبات لمستخدمي الإنترنت بالإضافة إلى مجموعة من المعايير لسياسة الإجراءات.

### كندا
في عام 2011م، قامت المنظمة العام للراديو والاتصالات في كندا بإصدار قانون للدفع يعتمد على النطاقات المستخدمة واعتبره الناقدون أنه ينافي حياد الإنترنت لأنه سيقلل من استخدام الفيديوهات وتفضيل الملفات الصوتية عليه. قام رئيس الوزراء الكندي بمعارضة هذا القرار وأمر بمراجعته.

### تشيلي
عام 2010 م، قام البرلمان التشيلي بتعديل قانون الاتصالات العام بهدف حماية حياد الإنترنت وبذلك كانت تشيلي أول دولة في العالم تقوم بهذه الخطوة المتقدمة في التنظيم القانوني لحياد الإنترنت وتدعيمه
نشر الإعلان عن تعديل القانون في الصحف وكان واضحًا بعدم السماح لموفري خدمات الإنترنت بتفضيل أو حظر أو تمييز أو منع أي مستخدم للانترنت من إستقبال أو إرسال أي محتوى قانوني أو تطبيق أو خدمة، وحدد القانون بمنع موفر الخدمة من تفضيل محتوى على محتوى اعتمادًا على مصدره أو طبيعة مالكه.

### الهند
لم تضع الهند حتى عام 2015 أي قوانين واضحة لتدعيم عمليات حياد الإنترنت رغم وجود العديد من الخروقات الواضحة في هذا المجال لديهم
في شهر أبريل من هذا العام أرسلت الملايين من الرسائل للهيئة العام للاتصالات الهندية للمطالبة بمبدأ حياد الإنترنت وتطبيق القوانين للالتزام به
الخروقات في حياد الإنترنت بالهند كانت واضحة، حيث يوفر بعض موفري الخدمة الدخول المجاني لمواقع مثل الفيسبوك وويكيبيديا وتطبيقات مثل الواتس ويقوم بالمطالبة بالمال لمواقع وتطبيقات أخرى.

### هولندا
أصبحت هولندا عام 2012 ثاني دولة في العالم بعد تشيلي وأول دولة أوروبية تقوم بإصدار قانون يدعم مبدأ حياد الإنترنت
كان الإعلان العام عن القانون يقول: على موفري خدمة الإنترنت عدم إعاقة أو منع أو إبطاء خدمات أو تطبيقات على الإنترنت على حساب أخرى

### الولايات المتحدة الأمريكية
بقي موضوع تقنين حياد الإنترنت في الولايات المتحدة موضوع جدل حاد، حل هذا الجدل بإصدار قوانين منمة عبر الهيئة العامة الفيدرالية للاتصالات عام 2015م.
قررت هيئة الاتصالات الفيدرالية (FCC) إلغاء قوانين حيادية الإنترنت التي أُقرت عام 2015 خلال حقبة أوباما، وكان ذلك في شهر ديسيمبر عام 2017 بتصويت 3 لصالح الإلغاء و2 ضده.

## وصلات خارجية
- "Killerswitch" - فيلم مناصر لحيادية الإنترنت (بالإنجليزية)
- الحيادية التقنية والأُحادية المفاهيمية (بالإنجليزية)